# Ruth Schmidt-Wiegand
Ruth Schmidt-Wiegand, geborene Wiegand (* 1. Januar 1926 in Berlin; † 12. Dezember 2014 in Marburg), war eine deutsche Germanistin und Rechtshistorikerin.

Ruth Schmidt-Wiegand studierte von 1946 bis 1950 Geschichte, Germanistik, Philosophie und Evangelische Theologie an der Universität Greifswald. Sie wurde dort 1951 mit einer von Adolf Hofmeister betreuten Arbeit über die Lex Salica promoviert. Anschließend war Schmidt-Wiegand wissenschaftliche Assistentin, Oberassistentin und Lehrbeauftragte am Institut für Deutsche Philologie in Greifswald. Von 1952 bis zu seinem Tod 2011 war sie mit dem Historiker Roderich Schmidt verheiratet. Beide waren der evangelischen Kirche verbunden und weigerten sich, auf der Grundlage des Marxismus-Leninismus zu lehren und zu forschen. Sie wurden deshalb 1958 aus dem Universitätsdienst entlassen. Die Familie ging in die Bundesrepublik und ließ sich in Marburg nieder. Von 1958 bis 1961 war sie wissenschaftliche Mitarbeiterin des Rechtshistorikers Franz Beyerle. Für Beyerles MGH-Edition der Lex Ribuariva von 1954 erstellte sie das Wort- und Sachregister. Von 1961 bis 1964 arbeitete Schmidt-Wiegand als Assistentin und Lehrbeauftragte am Germanistischen Seminar der Universität Bonn. Im Jahr 1970 kam sie als Akademische Rätin an den Fachbereich Germanistik der Westfälischen Wilhelms-Universität. Im gleichen Jahr erfolgte dort mit der Arbeit Studien zur historischen Rechtswortgeographie ihre Habilitation. Von 1971 bis zu ihrer Emeritierung 1991 lehrte sie in Münster im Fachbereich Germanistik als Professorin. 
Schmidt-Wiegand wurde bedeutend durch Forschungsarbeiten insbesondere zur Rechtssprache. Sie veröffentlichte einschlägige Editionen und Studien über den Sachsenspiegel und vor allem zur Erschließung der Bilderhandschriften des Sachsenspiegels. Im Jahr 1993 konnte sie die Wolfenbütteler Bilderhandschrift in einer dreibändigen Ausgabe (Faksimile, Text, Kommentare) zugänglich machen. Zwei Jahre später folgte die erst seit 1991 zugängliche Oldenburger Bilderhandschrift. Ebenfalls widmete sie sich der Erforschung der germanischen Leges, insbesondere der Lex Salica. Sie verfasste auch mehrere Studien zu verschiedenen Aspekten des Werkes und des Lebens von Jacob Grimm.
Schmidt-Wiegand war Mitherausgeberin der Frühmittelalterlichen Studien (1978–2010), der Münsterischen Mittelalter-Schriften, der Arbeiten zur Frühmittelalterforschung, des Jahrbuchs der Brüder Grimm-Gesellschaft und Herausgeberin der Reihe Germanistische Arbeiten zur Sprach- und Kulturgeschichte. Bis 2009 war sie ferner Mitherausgeberin der Neuauflage des Handwörterbuchs zur deutschen Rechtsgeschichte (HRG), dessen erste Auflage sie bereits auf Bitten der Herausgeber Adalbert Erler und Ekkehard Kaufmann philologisch beraten hatte. Von 1972 bis 1986 war sie Mitglied des Sonderforschungsbereichs 7 Frühmittelalterforschung in Münster. Von 1986 bis Ende 1998 war Schmidt-Wiegand im Sonderforschungsbereich Träger, Felder und Formen pragmatischer Schriftlichkeit im Mittelalter als Leiterin für das Projekt Rechtsbücher als Ausdruck pragmatischer Schriftlichkeit tätig.
Noch ganz ohne Frauenförderungsprogramme gelang es ihr, zahlreiche junge Frauen für die Wissenschaft zu gewinnen. In ihren Projekten und Veröffentlichungen übernahmen diese wichtige Aufgaben. Zu ihnen zählen vor allem Gabriele von Olberg und Dagmar Hüpper.
Schmidt-Wiegand wurde 1989 als erster Frau der vom Land Hessen gestiftete Brüder-Grimm-Preis der Philipps-Universität Marburg verliehen. Im Jahr 1991 wurde ihr die Ehrendoktorwürde der Universität Marburg verliehen. Im Jahr 2000 wurde sie von der Stadt Magdeburg und der Otto-von-Guericke-Universität Magdeburg mit dem Eike-von-Repgow-Preis ausgezeichnet.

## Schriften (Auswahl)
Monographien
- Studien zur historischen Rechtswortgeographie. Der Strohwisch als Bann- und Verbotszeichen. Bezeichnungen und Funktionen (= Münstersche Mittelalter-Schriften. Bd. 18). Fink, München 1978 (zugleich: Habilitationsschrift, 1970).
- Ist die Lex Salica eine Fälschung? Kritik einer neuen These über die Entstehung der Lex Salica und verwandter fränkischer Rechtsquellen. Masch.-schr., Greifswald 1951 (zugleich: Dissertation).

Herausgeberschaften
- Die Wolfenbütteler Bilderhandschrift des Sachsenspiegels. Aufsätze und Untersuchungen. Kommentarband zur Faksimile-Ausgabe. Akademie-Verlag, Berlin 1993, ISBN 3-05-002359-7.
- Die Oldenburger Bilderhandschrift des Sachsenspiegels (= Patrimonia. Bd. 50). Kulturstiftung der Länder, Berlin 1993.
- Deutsche Rechtsregeln und Rechtssprichwörter. Ein Lexikon. Unter Mitarbeit von Ulrike Schowe, Beck, München 1996.
- Handwörterbuch zur deutschen Rechtsgeschichte, 2., völlig überarbeitete und erweiterte Auflage, Bd. 1: Aachen – Geistliche Bank, Erich Schmidt Verlag, Berlin 2008, ISBN 978-3-503-07912-4.